# Young Hot Rod
Rodney Toole (Phoenix, Arizona, 24 de setembro de 1984) é um rapper estadunidense, mais conhecido pelo seu nome Young Hot Rod. Seu estilo é baseado em 50 Cent. No passado, Hot Rod começou traficando drogas, depois abandonou a vida criminal e tornou-se músico. Tem parceria com a gravadora G-Unit Records. Ainda não lançou nenhum álbum, há a previsão de "Fast Lane" ser o nome do mesmo, e a data de lançamento ainda é desconhecida.